# Ладыжинская ТЭС
Ладыжинская ТЭС — тепловая электростанция, расположенная в городе Ладыжин Винницкой области Украины.

## История
Ладыжинская ГРЭС имени 50-летия СССР мощностью 1800 МВт была построена в 1968—1972 гг. на правом берегу реки Южный Буг в соответствии с восьмым пятилетним планом развития народного хозяйства СССР. Построена методом поточно-скоростного строительства электростанций.
- в 1970 году в эксплуатацию была введена первая очередь ГРЭС[2]
- 29 марта 1971 в эксплуатацию был введён 2-й блок ГРЭС мощностью 300 МВт[4].
- 30 сентября 1971 в эксплуатацию был введён 4-й блок ГРЭС мощностью 300 МВт[5].
- 29 декабря 1971 в эксплуатацию был введён последний, 6-й блок ГРЭС мощностью 300 МВт, после чего ГРЭС вышла на установленную мощность 1800 МВт[6].

18 января 1972 года состоялось официальное открытие ГРЭС. Её строительство заняло три года и восемь месяцев.
По состоянию на начало 1981 года мощность ГРЭС составляла 1800 МВт, выработка электроэнергии — 12 млрд квт*ч в год. На электростанции была установлена автоматизированная система управления технологическими процессами.
В советское время ГРЭС входила в объединённую энергосистему Юга СССР.
После провозглашения независимости Украины государственное предприятие перешло в собственность ПАО «ДТЭК Западэнерго».
28 июля 2003 года Ладыжинская ТЭС была внесена в перечень особо важных объектов электроэнергетики Украины, обеспечение охраны которых было возложено на ведомственную военизированную охрану во взаимодействии со специализированными подразделениями МВД Украины и иных центральных органов исполнительной власти.

## Современное состояние
В составе станции шесть энергоблоков мощностью 300 МВт каждый, введенных в эксплуатацию в 1970—1971 годах. Каждый энергоблок включает пылеугольный котёл ТПП-312 производительностью 950 т/ч и паровую турбину К-300-240-2. Проектное топливо — угли газовых марок.
На конец 2013 года установленная электрическая мощность станции составляла 1 800 МВт, установленная тепловая мощность — 438 Гкал/ч. В 2013 году электростанция выработала 5,9 млрд кВт⋅ч, КИУМ составил 37,5 %.
На напоре Ладыжинского водохранилища, используемого в качестве пруда-охладителя Ладыжинской ТЭС, работает Ладыжинская ГЭС мощностью 7,5 МВт.
В октябре и ноябре 2022 года электростанция подверглась ударам и сильно пострадала в результате обстрелов вооружённых сил России в ходе российского нападения на Украину.
22 марта 2024 почти полностью уничтожена после ракетных ударов РФ.